# Real Monasterio de San Juan de la Peña
El Real Monasterio de San Juan de la Peña situado en las proximidades de Botaya, en el término municipal de Jaca, Huesca, Aragón (España), fue el monasterio más importante de Aragón en la alta Edad Media. En su Panteón Real fueron enterrados un buen número de reyes de Aragón. Forma parte del camino aragonés del Camino de Santiago. Su enclave es extremadamente singular.
El monasterio nuevo de San Juan de la Peña fue construido en 1705 en una meseta más arriba de la montaña.

## Historia y leyenda

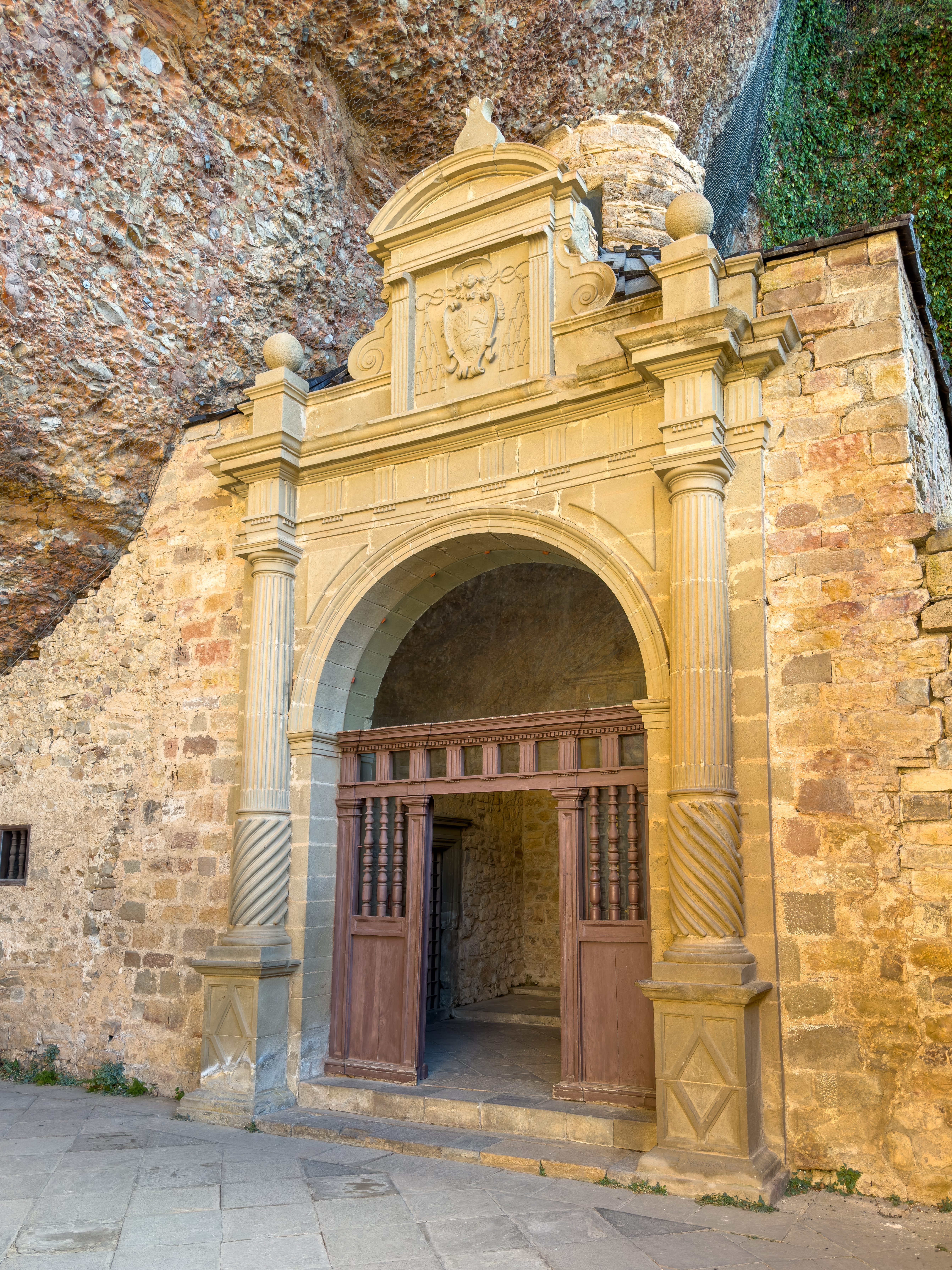
Capilla de los santos Voto y Félix

Cuenta la leyenda que un joven noble de nombre Voto (en algunas versiones, Oto) vino de caza por estos parajes cuando avistó un ciervo. El cazador corrió tras la presa, pero esta era huidiza y al llegar al monte Pano, se despeñó por el precipicio. Milagrosamente su caballo se posó en tierra suavemente. Sano y salvo en el fondo del barranco, vio una pequeña cueva en la que descubrió una ermita dedicada a San Juan Bautista y, en el interior, halló el cadáver de un ermitaño llamado Juan de Atarés. Impresionado por el descubrimiento, fue a Zaragoza, vendió todos sus bienes y junto a su hermano Félix se retiró a la cueva, donde iniciaron una vida eremítica.
Este sería el inicio del Monasterio del que escribía don Miguel de Unamuno: 

...la boca de un mundo de peñascos espirituales revestidos de un bosque de leyenda, en el que los monjes benedictinos, medio ermitaños, medio guerreros, verían pasar el invierno, mientras pisoteaban la nieve jabalíes de carne y hueso, salidos de los bosques, osos, lobos y otros animales salvajes.

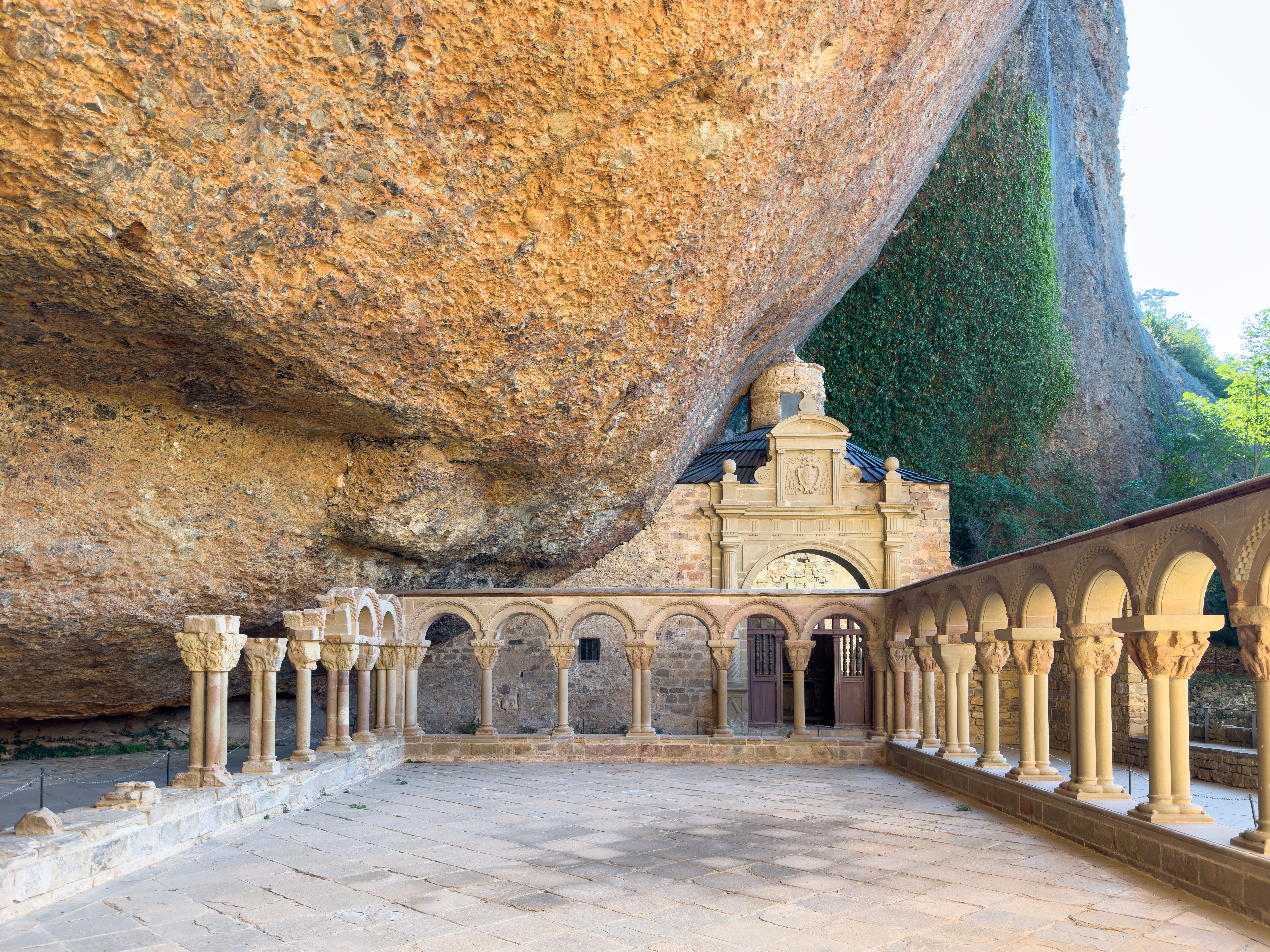
Claustro

Se habitan estas montañas poco después de la conquista musulmana, al construir el castillo de Pano, destruido en el año 734. El origen legendario del Reino de Aragón también encuentra en el monasterio cueva de San Juan de la Peña su propia historia, cuando reunidos los guerreros cristianos junto a Voto y Félix deciden por aclamación nombrar a Garci Ximénez su caudillo que les conducirá a la batalla por reconquistar tierras de Jaca y Aínsa, lugar este donde se produjo el milagro de la cruz de fuego sobre la carrasca del Sobrarbe.
Reinando en Pamplona García Íñiguez y Galindo Aznarez I, conde de Aragón, comienzan a favorecer al Monasterio. El rey García Sánchez I concedió a los monjes derecho de jurisdicción, y sus sucesores hasta Sancho el Mayor, continuaron esta política de protección. Allí pasó sus primeros años San Íñigo. En el reinado de Sancho Ramírez de Aragón adquiere su mayor protagonismo llegando a ser panteón de los reyes de Aragón.
Fueron devastadores los incendios de 1494 y 1675. A raíz del último de ellos, se construyó el Monasterio Nuevo. El Monasterio Antiguo fue declarado Monumento Nacional el 13 de julio de 1889 y el Monasterio Moderno el 9 de agosto de 1923. La restauración fue dirigida por el arquitecto modernista aragonés Ricardo Magdalena.

### Construcción del monasterio
Probablemente existiera algún tipo de cenobio anterior al siglo XI, pero la construcción de mayor importancia empieza el año 1026 por iniciativa de Sancho el Mayor de Pamplona. En el año 1071 el rey Sancho Ramírez cede el conjunto existente a los monjes cluniacenses y favorece su reforma. En este momento se levanta el conjunto que hoy queda, en mayor o menor medida. La reforma benedictina de Cluny no podía obviar la construcción de un claustro que se finalizará ya entrado el siglo XII.

Planta del Monasterio:
a) Primera planta
1. Horno de pan
2. Panteón real
3. Panteón de nobles
4. Museo
5. Iglesia superior. Románica
6. Puerta mozárabe
7. Capilla gótica de San Victorián
8. Claustro románico
9. Capilla de San Boto
b) Planta baja
10. Iglesia prerrománica
11. Sala de concilios.

### Capiteles del claustro
A finales del siglo XI son un conjunto de capiteles de influencia jaquesa del claustro con temas de animales fantásticos y algunos motivos geométricos y vegetales donde destacan los roleos. Un segundo grupo, formado por veinte capiteles, fue encargado en el último tercio del siglo XII al llamado maestro de San Juan de la Peña, autor anónimo, también conocido como Maestro de Agüero, probablemente para sustituir otro anterior. El pequeño recinto ofrecía un cerramiento diáfano en forma de arcadas separadas por columnas. Los arcos se veían rematados con cenefas con el típico taqueado jaqués.

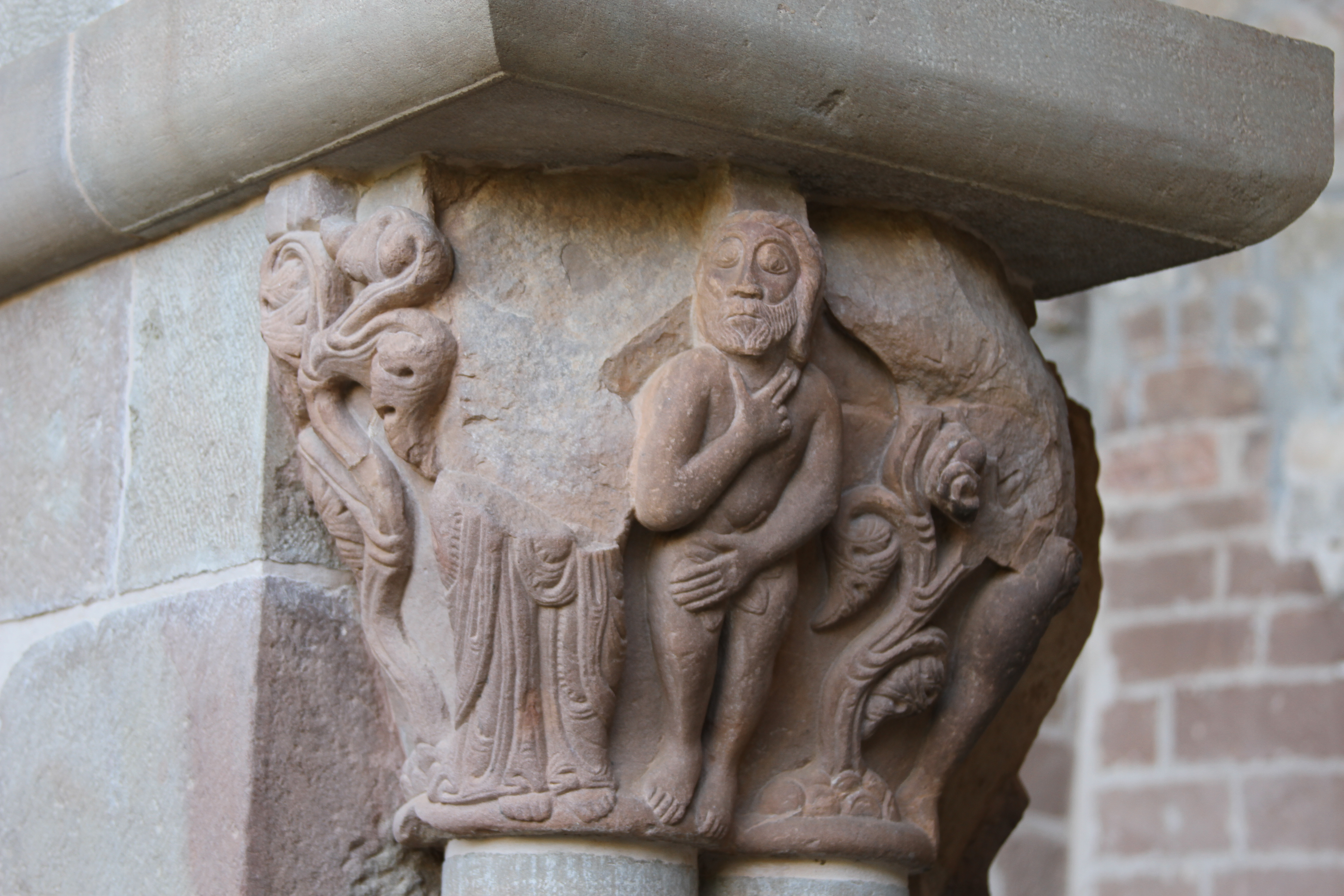
Adán expulsado del paraíso
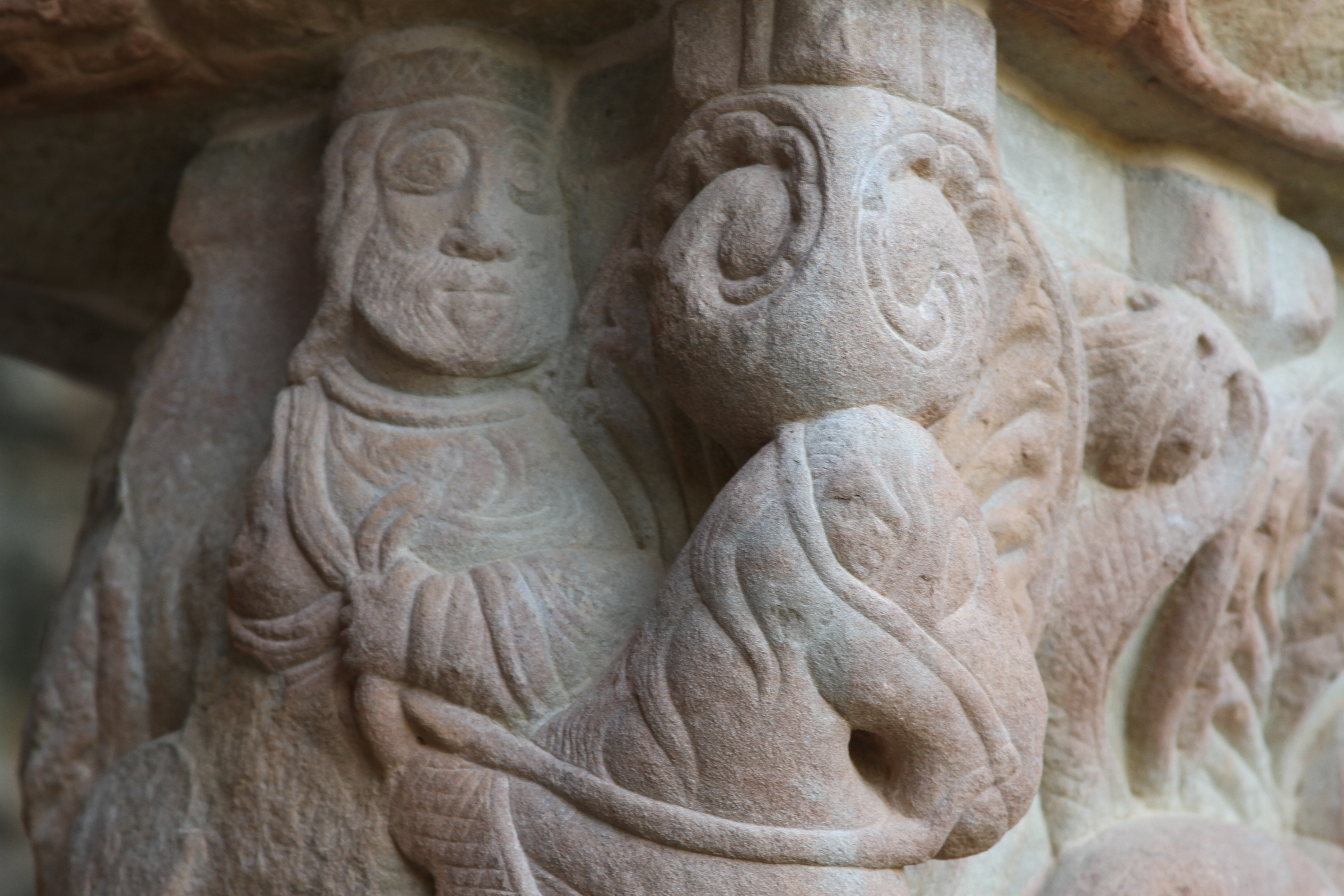
Los Reyes Magos a caballo
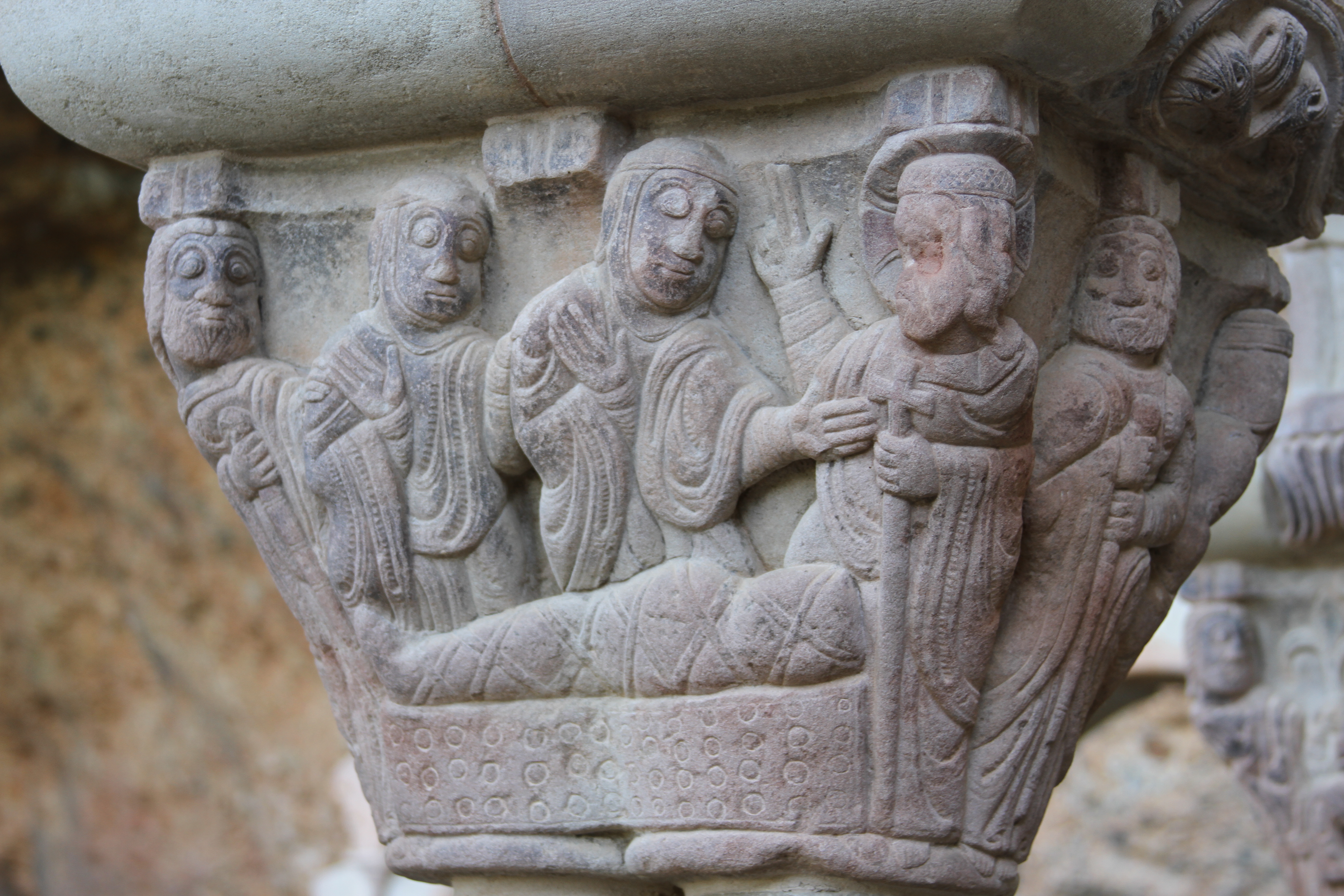
La resurrección de Lázaro

El Maestro desarrolla un programa sobre escenas bíblicas donde aparecen entre otras el Anuncio a los pastores, la Natividad, la Anunciación, la Epifanía, el Bautismo y la Circuncisión de Jesús, la Última Cena, episodios sobre Caín y Abel, la Creación de Adán y Eva, así como su Reprobación y posterior condena al trabajo. Seguramente el maestro de Agüero solo elaboró los capiteles para dos alas del claustro ya que a finales del siglo XII el monasterio entró en franca decadencia. El programa iconográfico que plantean los 26 capiteles que conservamos parece enfocar la Salvación a través de la Fe escogiendo los episodios más significativos para ello.
Se trabaja con bajorrelieves casi todos dominados por un horror vacui muy acentuado que provoca contorsiones en algunas figuras que superan el propio marco sacando un brazo como en la escena de Jesús y los Apóstoles. Los gestos son exagerados, casi teatrales, acentuando los ojos y la boca, y confiriendo narratividad a las escenas. En cuanto a las formas, estas se someten a esquemas geométricos que dominan desde la configuración del rostro o los pliegues de los paños, hasta los movimientos de caballos o de la misma agua que se vierte de un jarro a otro.

### Panteón real

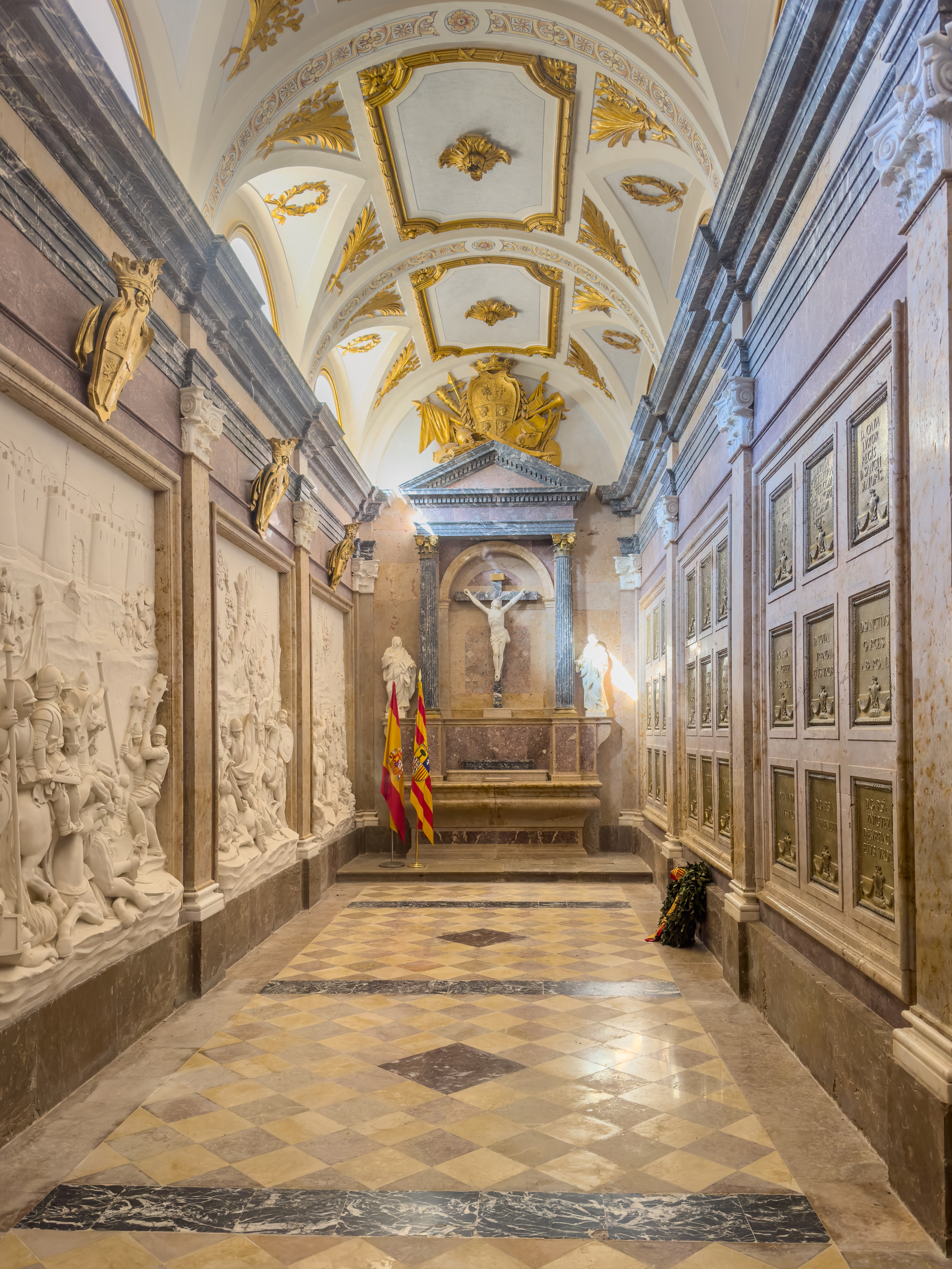
Panteón real

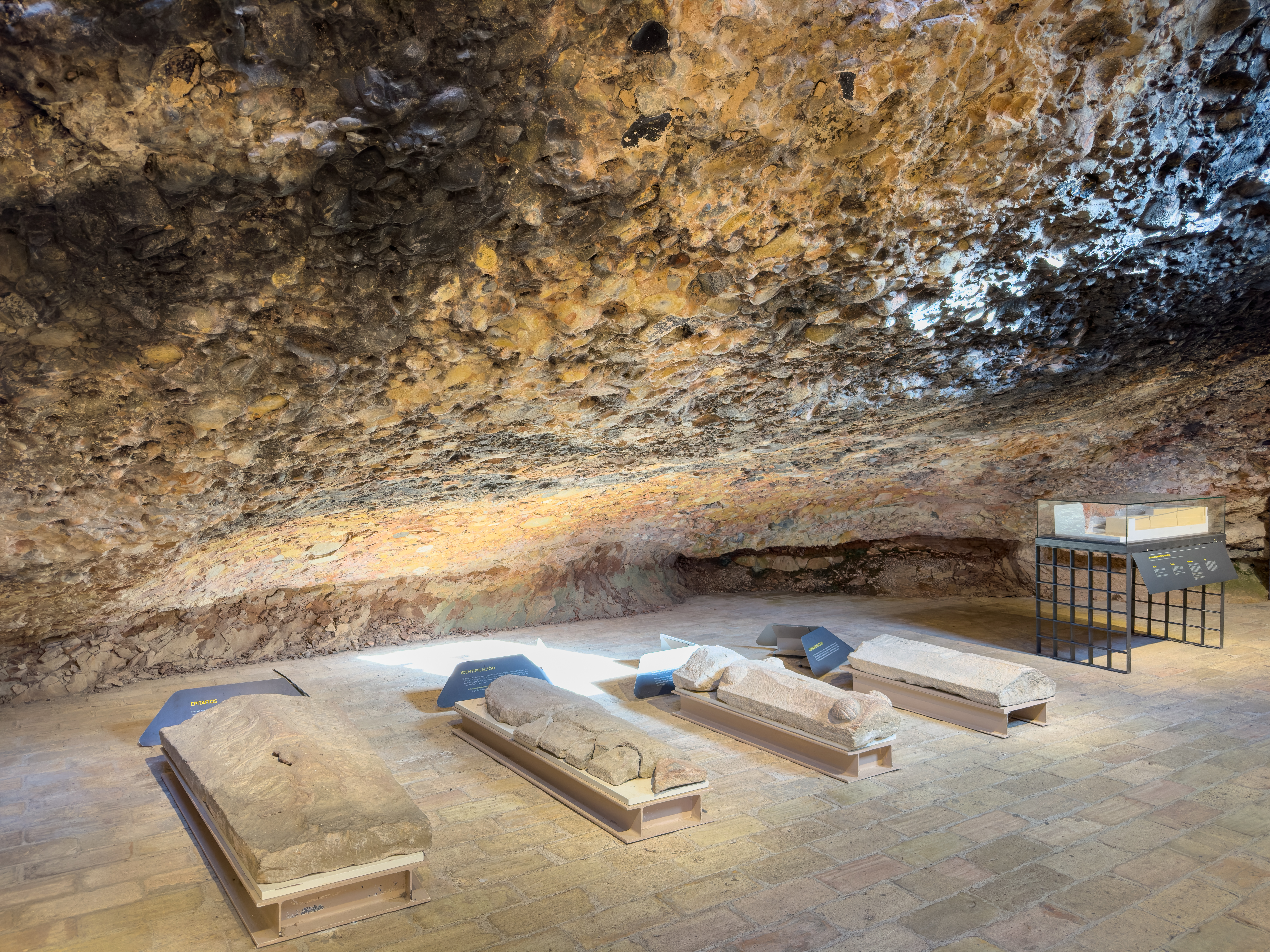
Museo

En el piso superior se encuentra el Panteón real. En él, durante cinco siglos se enterraron algunos de los monarcas de Aragón y de Navarra. Su aspecto actual data del siglo XVIII.
En San Juan de la Peña, los reyes de Aragón fueron sepultados en tumbas de piedra colocadas en tres órdenes superpuestos, desde la roca hacia afuera, presentando a la vista solo los pies del féretro. El panteón real ocupa las dependencias de la antigua sacristía de la iglesia alta, que data del siglo XI; fue reformado por Carlos III en 1770, siguiendo las indicaciones de don José Nicolás de Azara y del conde de Aranda, quien quiso ser enterrado en el atrio. La reforma solo afectó a la decoración, quedando los sepulcros en el mismo lugar; se levantó delante de ellos una pared en la que se colocaron láminas de bronce con las inscripciones correspondientes, se distribuyó por la sala profusión de estucos y mármoles, colocando en la pared frontera unos medallones con relieves que representan escenas de legendarias batallas.
Alberga los restos de algunos monarcas navarros que reinaron en Aragón, de los primeros condes aragoneses y de los tres reyes iniciales de la dinastía ramirense, Ramiro I, Sancho Ramírez, Pedro I, junto con sus esposas.

## Catalogación
En 1889 se le otorga el título de Monumento Nacional que en 1920 es completado con la declaración por parte del rey Alfonso XIII como Sitio Nacional. Ya el 2 de febrero de 2004, el Gobierno de Aragón completa su declaración como Bien de interés cultural con la protección del conjunto monástico y su entorno.

## Archivo
La mayor parte del fondo documental del Monasterio se trasladó al Archivo Histórico Nacional de Madrid, donde se encuentra en la sección de Clero. Atendiendo a los trabajos publicados, la documentación se divide en tres grandes grupos:
1. Textos más antiguos, entre 507 y 1064, que se recogen en el Cartulario de San Juan de la Peña.
2. Documentos fechados entre 1064 y 1194.
3. Documentos fechados entre 1195 y finales del siglo XV.

## El santo Grial

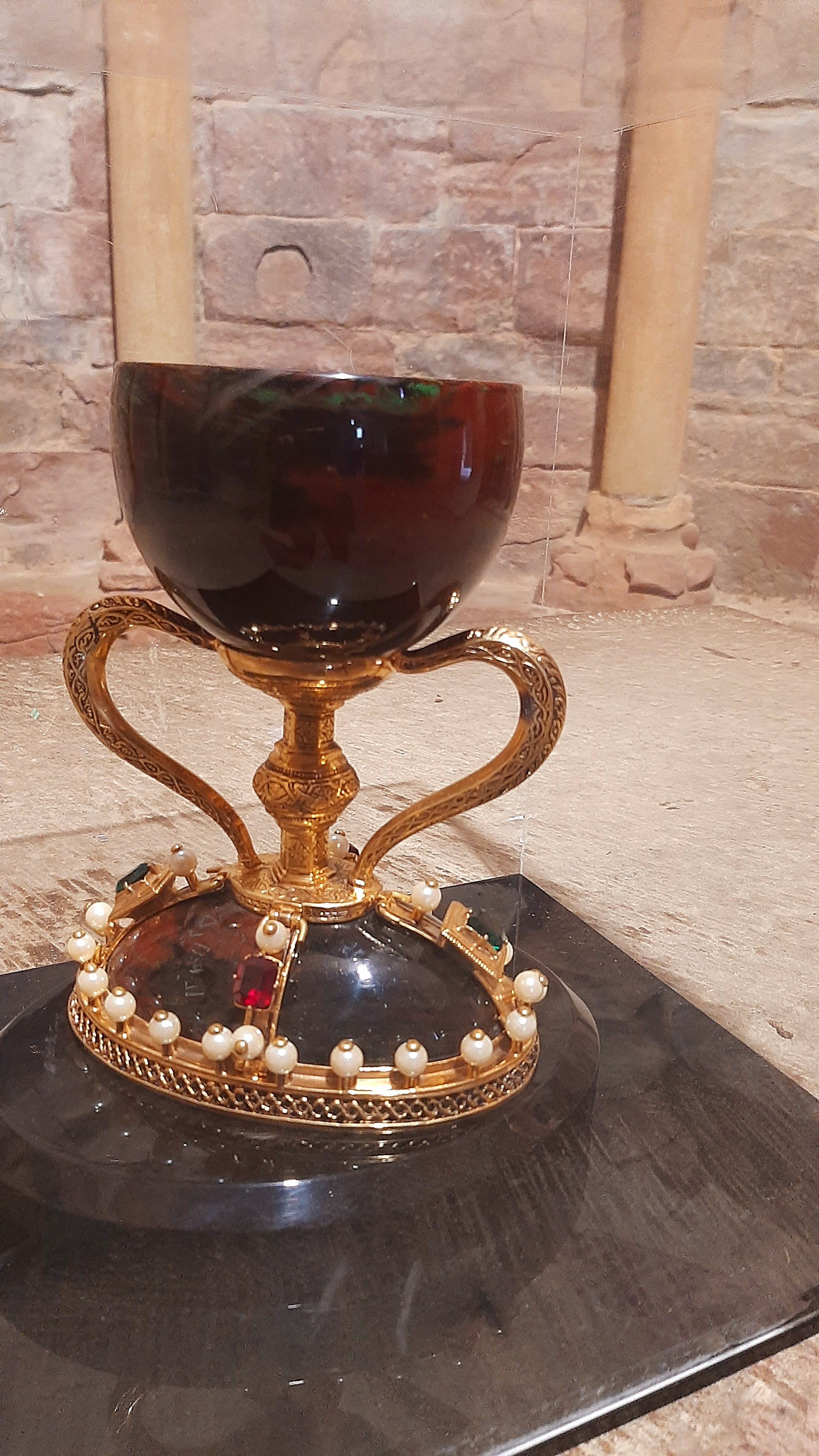
Réplica del Santo Grial

Según la leyenda española sobre el Santo Grial, este permaneció en el monasterio, después de pasar por diversas ubicaciones como la cueva de Yebra de Basa, monasterio de San Pedro de Siresa, iglesia de San Adrián de Sásabe, San Pedro de la Sede Real de Bailo, la Catedral de Jaca, desde 1071 hasta 1399.
Desde los inicios del Reino de Aragón, este lugar fue considerado de importancia capital porque tanto reyes como nobles fueron enterrados en panteones dentro de sus muros. Esta realidad se recoge en las cámaras que actualmente muestra el monasterio y en las diferentes excavaciones que se han llevado a cabo en el actual monasterio viejo. La presencia del Santo Cáliz entre sus muros responde a una decisión de trasladar la reliquia desde la Catedral de Jaca hasta el mismo monasterio porque allí fue donde se celebró por primera vez en el Reino de Aragón una misa con el rito Romano. En 1399 el rey Martín I solicitó hasta en tres ocasiones al abad del monasterio el vaso sagrado. Fue trasladado a la capilla de San Jorge al palacio de la Aljafería de Zaragoza, donde estuvo más de veinte años. El 18 de marzo de 1437 se depositó junto a la práctica totalidad del relicario de la Casa de Aragón en la Catedral de Valencia.
El primer lugar en España donde se celebra con el rito Romano es en el Reino de Aragón en el monasterio de San Juan de la Peña, el 22 de marzo de 1071, durante la estancia del Santo Cáliz en el monasterio y a continuación se oficializa en el resto del reino, sustituyendo al rito mozárabe.

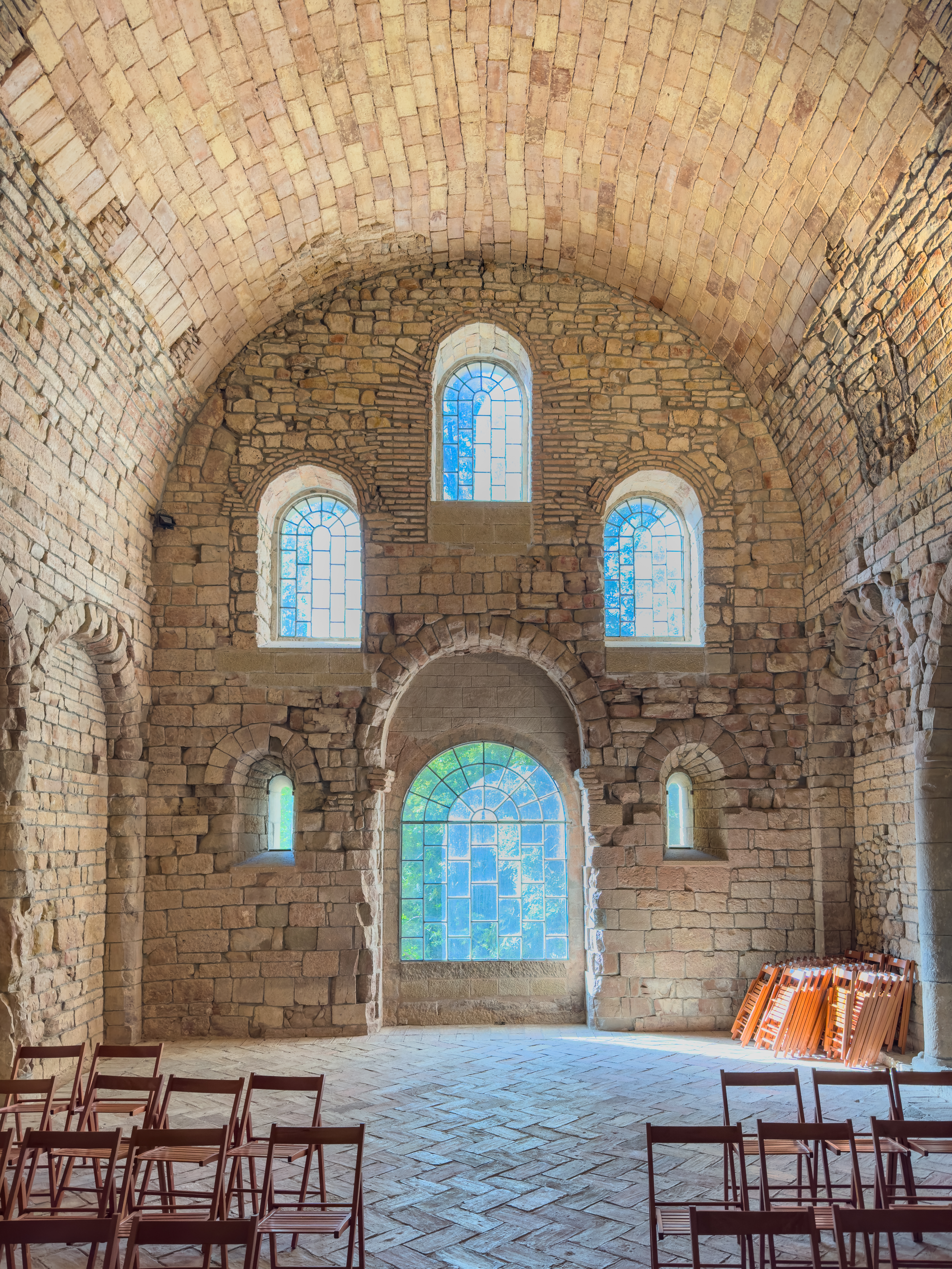
Interior de la iglesia alta